# Parasemia flava-obsoleta
Parasemia flava-obsoleta är en fjärilsart som beskrevs av Tutt 1887. Parasemia flava-obsoleta ingår i släktet Parasemia och familjen björnspinnare. Inga underarter finns listade i Catalogue of Life.